# DigiKam
digiKam ist ein freies Bilderverwaltungs-Programm für Linux, Windows und macOS. Mit Hilfe der Software lassen sich Bilder archivieren, sortieren, bearbeiten und publizieren.

## Funktionsweise

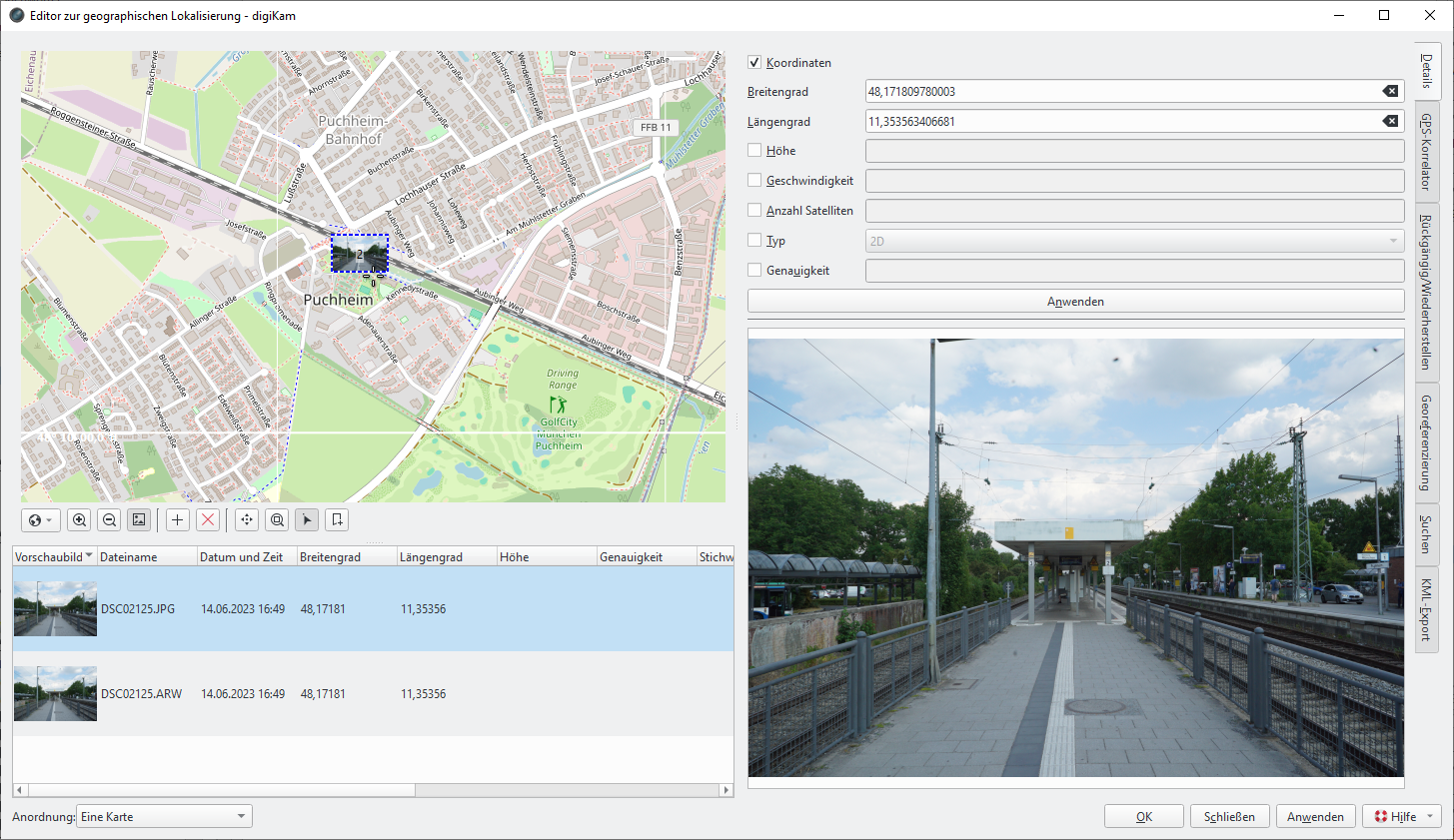
Der Editor zur geographischen Lokalisierung in digiKam 8.5.0

Die Software nutzt eine lokale Datenbank, die Metadaten der betreffenden Bilder enthält. So ist es für die Software möglich, Abfragen für Bilder schnell auszuführen, ohne jedes einzelne Bild im Dateisystem finden zu müssen. Die Bilder lassen sich dabei 
- anhand selbstgewählter Stichwörter, die auch hierarchisch angeordnet werden können, kategorisieren,
- in Alben zusammenstellen, die die Ordnerstruktur im Dateisystem darstellen
- georeferenzieren,
- mit Gesichtsmarkierungen zu versehen (auch automatisch möglich) und
- mit verschiedenen Markierungen versehen.

Nach diesen Kategorien kann die Datenbank dann nach Belieben durchsucht und gefiltert werden. Dabei ist der Ansatz digiKams, möglichst viele dieser in der Datenbank hinterlegten Metadaten mit den Exif-Daten der einzelnen Bilddateien und der Ordnerstruktur zu synchronisieren, sodass sie im Falle von Datenbankfehlern erhalten bleiben und um die Interoperabilität zu anderer Bildverwaltungssoftware zu erhöhen. Angeboten wird auch eine Ähnlichkeitssuche mit einem Vergleichsbild oder einer Skizze als Vorlage.
Neben den integrierten Digikam-spezifischen imagePlugins kann das Programm auf die KIPI-Schnittstelle zugreifen, mit denen Bilder einzeln oder im Stapelverarbeitungsmodus behandelt werden können. Eine Hauptfunktion bildet die grafische Schnittstelle zu gPhoto2, mit der digiKam knapp 3000 Digitalkameramodelle ansprechen kann. Auch Scanner können über SANE genutzt werden.
Die Software unterstützt alle gängigen Rastergrafikformate wie JFIF, JPEG 2000, TIFF, PNG, PGF und über DCRaw auch RAW-Daten und das digitale Negativformat DNG. Standardmäßig erstellt digiKam eine SQLite-Datenbank, kann jedoch ab Version 1.3.0 auch mit lokalen und per Netzwerk angebundenen MySQL-Datenbanken umgehen. Dienstprogramme für die Erstellung von Fotokalendern, HTML-Galerien und eine umfangreiche Stapelverarbeitung für Dateiformate, Bildgröße, Rahmen, Weißabgleich usw. runden das Paket ab. OpenStreetMap wird ab Version 1.0 ebenfalls unterstützt. Gesichtserkennung wird mit Hilfe der Programmbibliothek OpenCV realisiert.

## Entwicklung
digiKam wurde zu Beginn auf Basis der KDE Platform 4 entwickelt. Im Zuge der Umstellung des Quellcodes auf die Qt 5-Bibliotheken löste sich die Anwendung mit der Veröffentlichung von Version 5.0.0 gleichzeitig von vielen KDE-Abhängigkeiten, was eine Portierung auf andere Plattformen erleichtern soll. Seit Version 8.0 nutzt digiKam die Qt 6-Bibliotheken.
Seit Version 2.0 ist eine Funktion zur Gesichtserkennung, mit der Personen automatisch einander zugeordnet werden können, enthalten. Seit Version 8.5.0 wird hierfür die Gesichtserkennungssoftware YuNet (statt wie bisher MobileNetSSD und YOLO v3) verwendet.

## ShowFoto
Im Programmpaket von digiKam ist ebenfalls das Bild-Anzeige- und Bearbeitungsprogramm ShowFoto enthalten. ShowFoto kann wie auch digiKam die Plugin-Struktur KIPI nutzen und stellt unter anderem folgende Bildbearbeitungsfunktionen zur Verfügung:
- automatischer oder manueller Weißabgleich
- Ausgleich von Objektiv-Verzeichnung und Vignettierung
- Perspektivenkorrektur
- Reduktion von Rauschen und Hotpixeln
- Schärfen sowie Schärfereduktion (Bokeh-Simulation)
- Kontrastveränderung und Tonwertanpassung
- GPS-Lokalisierer
- Metadaten-Editor
- Leuchttisch
- Farbraummanagement (16 Bit) via LittleCMS
- Exportfunktionen zu verschiedenen Online-Galerien (Flickr, Gallery2, Facebook, Pinterest, SmugMug, 23HQ, iNaturalist, iPod, Wikimedia Commons,[12] etc.)